# 李記帝
李 記帝（イ・キジェ、朝鮮語: 이기제、1991年7月9日 - ） は、韓国出身のサッカー選手。ポジションはディフェンダー。

## 経歴
東国大学校を経て、2012年3月4日、Jリーグの清水エスパルスに加入。3シーズンに渡ってプレーしたが、2014年12月7日に契約満了での退団が発表された。
2015年2月にAリーグのニューカッスル・ユナイテッド・ジェッツFCに加入し、3月31日には2016-17シーズン終了まで契約延長した。
2015年12月に蔚山現代FCのメディカルチェックを受けて移籍。
2018年から水原三星ブルーウィングスに在籍。途中、2018年12月から2020年9月まで兵役に就くためにK3リーグの金浦市民FCでプレーした。
2021年5月24日、2022 FIFAワールドカップ・アジア2次予選を戦う韓国代表メンバーに29歳にして初選出された。
私生活では2014年9月15日に結婚している。

## 所属クラブ
ユース経歴
- 2007年 - 2009年 昌原機械工業高等学校
- 2010年 - 2011年 東国大学校

プロ経歴
- 2012年 - 2014年  清水エスパルス
- 2015年  ニューカッスル・ユナイテッド・ジェッツFC
- 2016年 - 2017年  蔚山現代FC
- 2018年 -   水原三星ブルーウィングス
  - 2018年12月6日 - 2020年9月22日  金浦市民FC（兵役）

## 個人成績
| 国内大会個人成績 | 国内大会個人成績 | 国内大会個人成績 | 国内大会個人成績 | 国内大会個人成績 | 国内大会個人成績 | 国内大会個人成績 | 国内大会個人成績 | 国内大会個人成績 | 国内大会個人成績 | 国内大会個人成績 | 国内大会個人成績 |
| 年度             | クラブ           | 背番号           | リーグ           | リーグ戦         | リーグ戦         | リーグ杯         | リーグ杯         | オープン杯       | オープン杯       | 期間通算         | 期間通算         |
| 年度             | クラブ           | 背番号           | リーグ           | 出場             | 得点             | 出場             | 得点             | 出場             | 得点             | 出場             | 得点             |
| 日本             | 日本             | 日本             | 日本             | リーグ戦         | リーグ戦         | リーグ杯         | リーグ杯         | 天皇杯           | 天皇杯           | 期間通算         | 期間通算         |
| ---------------- | ---------------- | ---------------- | ---------------- | ---------------- | ---------------- | ---------------- | ---------------- | ---------------- | ---------------- | ---------------- | ---------------- |
| 2012             | 清水             | 33               | J1               | 33               | 0                | 6                | 0                | 1                | 0                | 40               | 0                |
| 2013             | 清水             | 2                | J1               | 17               | 1                | 4                | 0                | 0                | 0                | 21               | 1                |
| 2014             | 清水             | 2                | J1               | 7                | 0                | 1                | 0                | 5                | 1                | 13               | 1                |
| 通算             | 日本             | 日本             | J1               | 57               | 1                | 11               | 0                | 6                | 1                | 74               | 2                |
| 総通算           | 総通算           | 総通算           | 総通算           | \|57             | 1                | 11               | 0                | 6                | 1                | 74               | 2                |

- Jリーグ初出場 - 2012年3月10日 J1 第1節 名古屋グランパス戦 (豊田スタジアム)
- 公式戦初得点 - 2012年6月6日 ナビスコカップグループB第5節 コンサドーレ札幌戦 (札幌厚別公園競技場)

## 代表歴
- U-20韓国代表
  - 2011 FIFA U-20ワールドカップ (ベスト16) - 14試合 2得点
- U-23韓国代表
  - 2014 AFC U-23選手権大会 キャンプメンバー - 1試合

### 試合数
- 国際Aマッチ 11試合（2021年-）[8]

| 韓国代表 | 国際Aマッチ | 国際Aマッチ |
| 年       | 出場        | 得点        |
| -------- | ----------- | ----------- |
| 2021     | 2           | 0           |
| 2022     | 0           | 0           |
| 2023     | 9           | 0           |
| 2024     |             |             |
| 通算     | 11          | 0           |

## タイトル
蔚山現代
- 韓国FAカップ : 2017